# Baeocera alternans
Espèce
Synonymes
- Sciatrophes alternans Löbl, 1977 (protonyme)

Baeocera alternans est une espèce de coléoptères de la famille des Staphylinidae et de la sous-famille des Scaphidiinae.

## Répartition et habitat
Cette espèce est décrite d'Australie.